# ويليام مان
ويليام مان (28 يوليو 1878 - 24 فبراير 1938) (بالإنجليزية: William Mann)‏ هو لاعب كريكت بريطاني وبريطاني (وحمل سابقاً جنسية المملكة المتحدة لبريطانيا العظمى وأيرلندا). شارك مع منتخب إنجلترا للكريكت.

## وصلات خارجية
- ويليام مان على موقع إي آس بي آن كريك إنفو (الإنجليزية)